# Montemesola

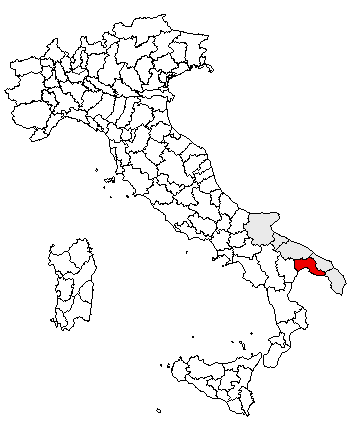
Tỉnh Taranto

Montemesola là một đô thị ở tỉnh Taranto, vùng Apulia đông nam nước Ý. Đô thị này có diện tích 16 km², dân số thời điểm ngày 31 tháng 12 năm 2006 là 4212 người. Các đô thị giáp ranh: Crispiano, Grottaglie, Statte, Taranto.